# De Kippensoep Allstars
De Kippensoep Allstars was een gelegenheidsband die in 2005 werd opgericht op initiatief van Wim Oosterlinck om een benefietnummer op te nemen waarvan de opbrengst ging naar de slachtoffers van de Aardbeving Kasjmir 2005 in Pakistan. Het nummer, Kippensoep voor iedereen, stond op nummer 1 in de Vlaamse top 10 van 24 december 2005 tot 14 januari 2006.
Het nummer werd ingezongen door A Brand, Gert Bettens, Lennard Busé (Superdiesel), Jelle Cleymans, David Davidse, Pieter-Jan De Smet, Maurice Engelen, (Praga Khan), Eva & Kapinga Gysel (Zita Swoon), Leonie Gysel (Arsenal), Hadise, Leki, Jeroen Meus, Allan Muller (Satellite City), Wim Oosterlinck, Bert Ostyn (Absynthe Minded), Roxane, Kate Ryan, Sioen, Roos Van Acker, Frank Vander linden, Nikolas Van der Veken (Janez Detd), Marcel Vanthilt, Gunther Verspecht (Stash), Bart Vincent & Does De Wolf (Thou) en Yasmine.